# Синегрудая щурка
Синегру́дая щу́рка (лат. Merops variegatus) — вид птиц из семейства щурковых.

## Этимология и систематика
К виду Merops variegatus относят трие подвида:
- Merops variegatus bangweoloensis (Grant, 1915)
- Merops variegatus loringi (Mearns, 1915)
- Merops variegatus variegatus Vieillot, 1817

## Описание

### Внешний вид
Длина тела птицы 18—21 см. Масса тела составляет 20—25 граммов. Голова, спина, крылья и верхняя часть хвоста зелёного цвета. Подбородок ярко-жёлтый. Брюшко бежевое. Клюв чёрный. От клюва к глазу и чуть далее тянется чёрная полоска (как и у многих других щурок). Выше неё, над глазом — синяя полоска. На шее полосы в виде ожерелья Половой диморфизм отсутствует.

### Голос
Голос синегрудой щурки похож на голос карликовой щурки.

## Распространение
Подвид Merops variegatus bangweoloensis обитает на территории Анголы, Замбии, Демократической Республики Конго и Танзании, подвид Merops variegatus loringi — на территории Нигерии, Камеруна, Уганды, Танзании и Кении, подвид Merops variegatus variegatus — на территории Габона, Демократической Республики Конго, Руанды, Бурунди и Анголы.

## Питание
Синегрудая щурка является насекомоядной птицей. Основную часть её рациона составляют медоносные пчёлы, оставшуюся — пчёлы других видов, осы, стрекозы, кузнечики, муравьи, термиты и другие насекомые.

## Галерея

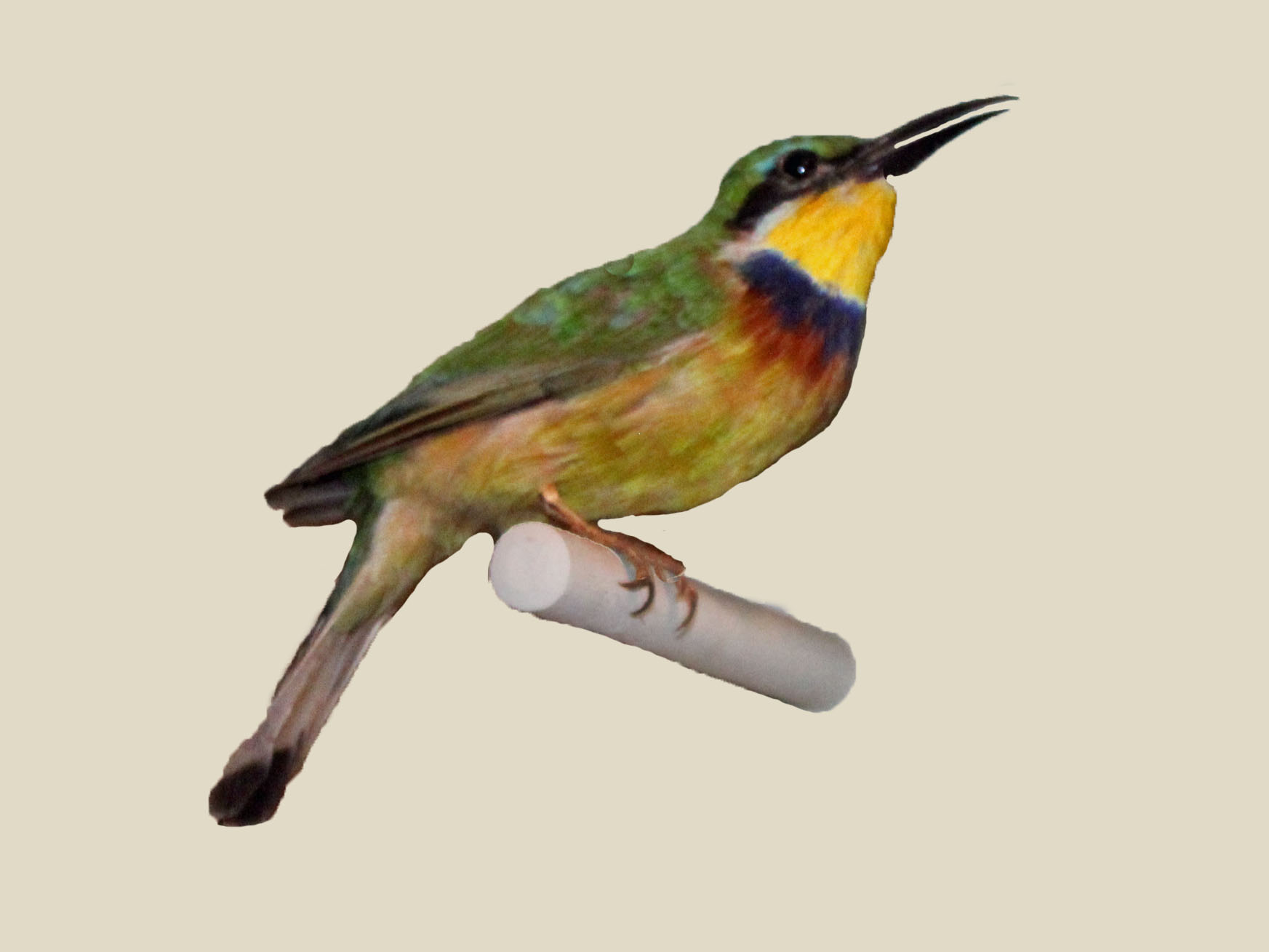
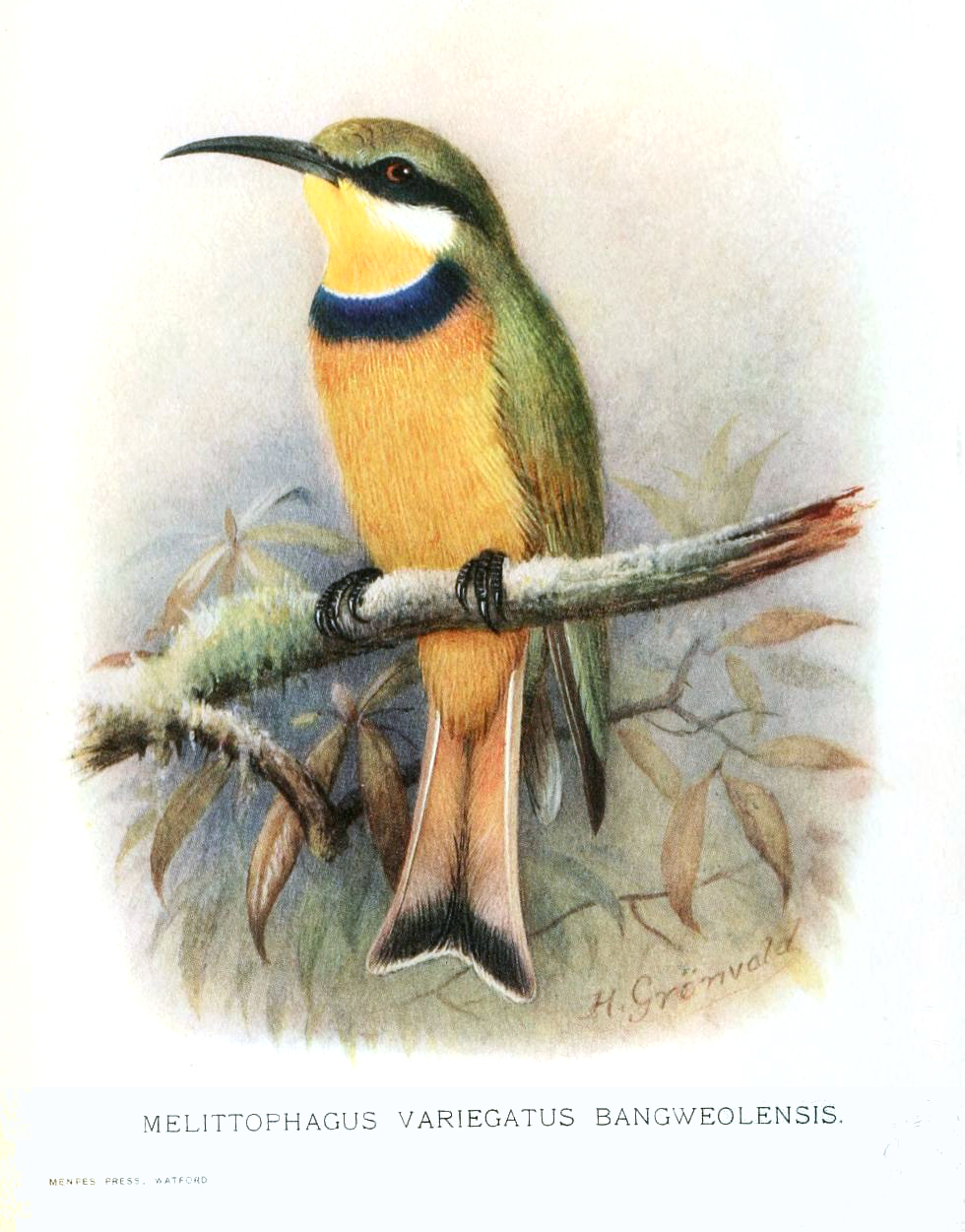
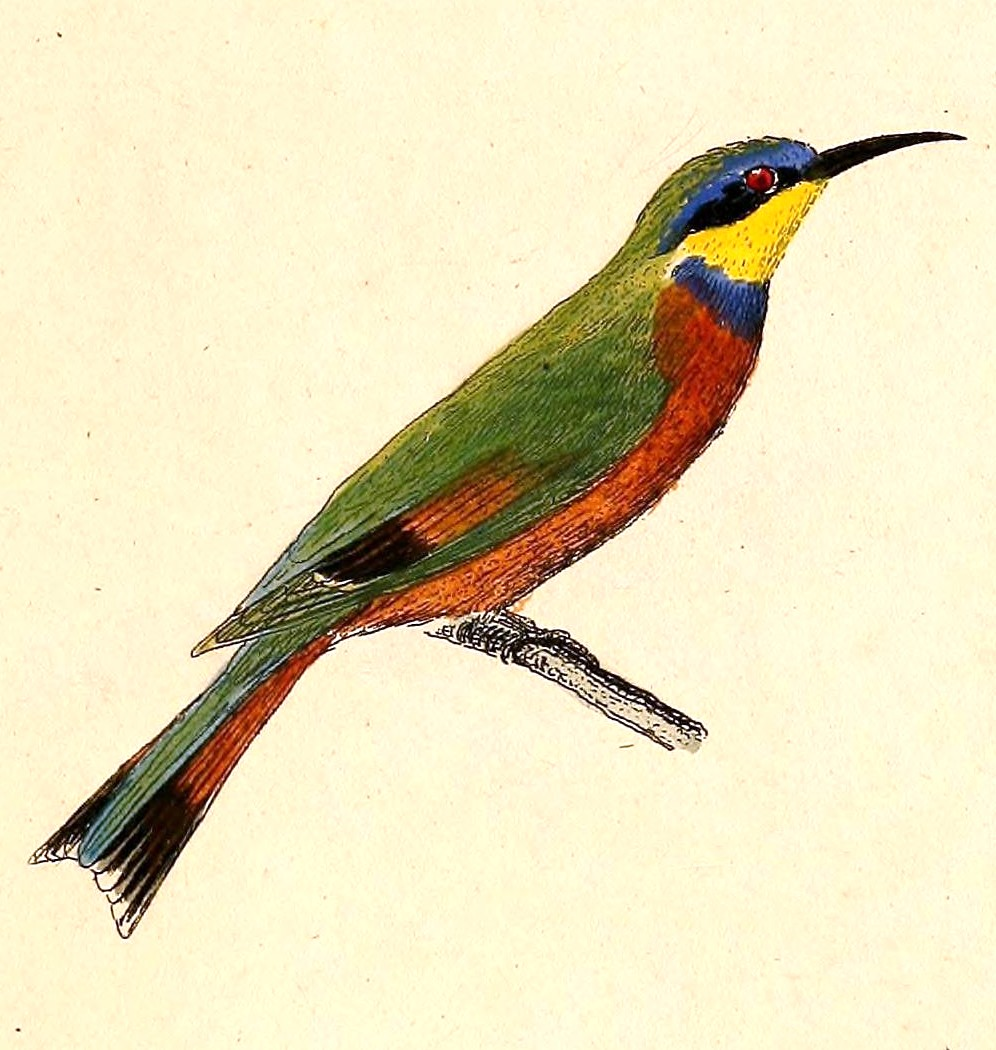
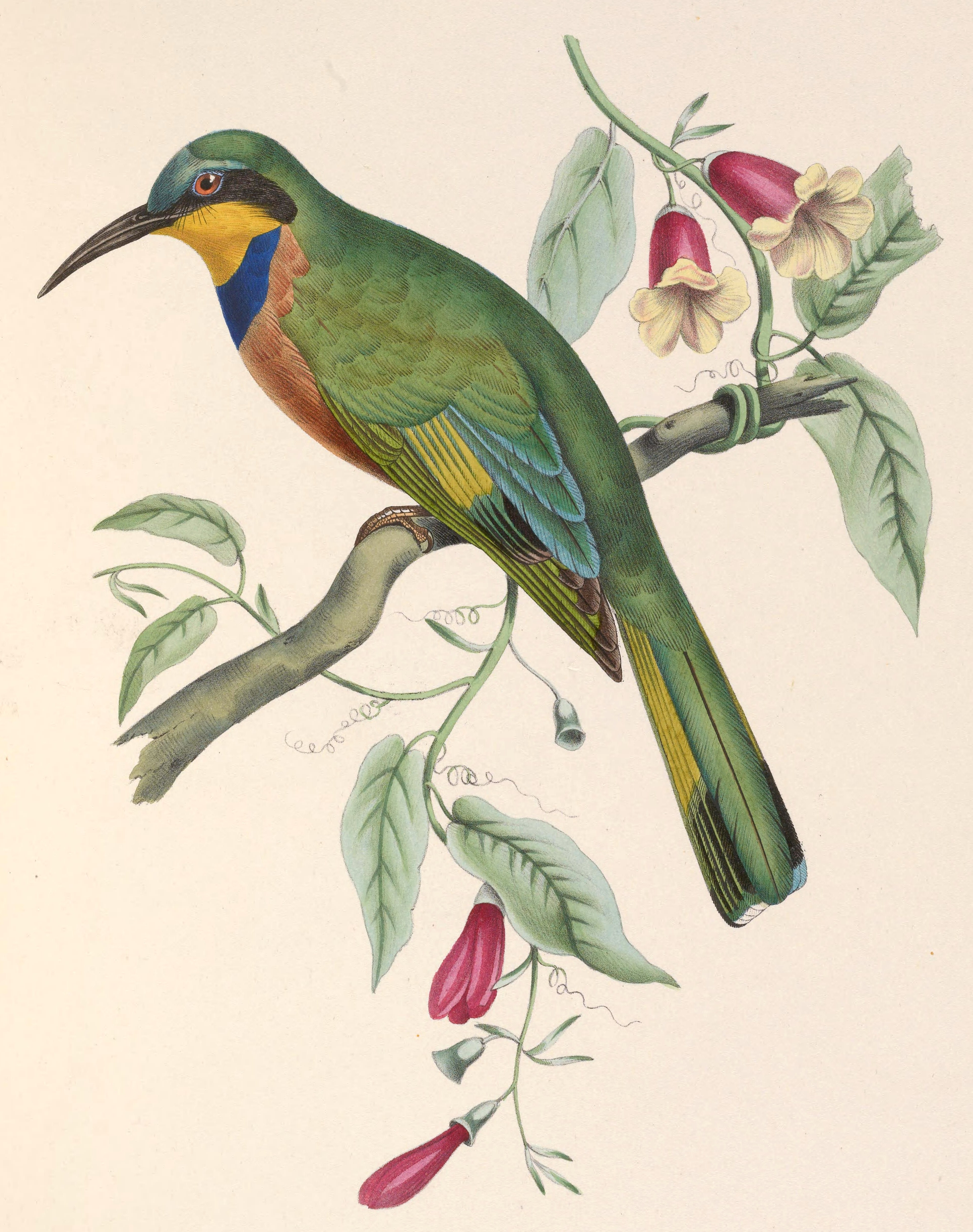